# Return in Bloodred
Albums de Powerwolf
Lupus Dei
(2007)
Return in Bloodred est le premier album du groupe allemand de power metal Powerwolf, publié le 4 avril 2005.

## Liste des chansons
Toute la musique est composée par Powerwolf.
| No | Titre                      | Durée |
| -- | -------------------------- | ----- |
| 1. | Mr. Sinister               | 4:39  |
| 2. | We Came to Take Your Souls | 4:01  |
| 3. | Kiss of the Cobra King     | 4:32  |
| 4. | Black Mass Hysteria        | 4:12  |
| 5. | Demons & Diamonds          | 3:39  |
| 6. | Montecore                  | 5:19  |
| 7. | The Evil Made Me Do It     | 3:39  |
| 8. | Lucifer in Starlight       | 4:50  |
| 9. | Son of the Morning Star    | 5:12  |